# أتباسار
أتباسار (بالروسية: Атбасар )‏ هي قرية، في كازاخستان، تقع في أوبليس أكمولا، هي عاصمة Atbasar District ‏، بلغ عدد سكانها 29,733 نسمة وذلك حسب إحصائيات سنة 2014، تبلغ مساحتها 68.7 كيلومتر مربع، رمزها البريدي هو 020400.

## المناخ
يظهر الجدول التالي التغييرات المناخية على مدار السنة لأتباسار:
| البيانات المناخية لـأتباسار             | البيانات المناخية لـأتباسار | البيانات المناخية لـأتباسار | البيانات المناخية لـأتباسار | البيانات المناخية لـأتباسار | البيانات المناخية لـأتباسار | البيانات المناخية لـأتباسار | البيانات المناخية لـأتباسار | البيانات المناخية لـأتباسار | البيانات المناخية لـأتباسار | البيانات المناخية لـأتباسار | البيانات المناخية لـأتباسار | البيانات المناخية لـأتباسار | البيانات المناخية لـأتباسار |
| الشهر                                   | يناير                       | فبراير                      | مارس                        | أبريل                       | مايو                        | يونيو                       | يوليو                       | أغسطس                       | سبتمبر                      | أكتوبر                      | نوفمبر                      | ديسمبر                      | المعدل السنوي               |
| --------------------------------------- | --------------------------- | --------------------------- | --------------------------- | --------------------------- | --------------------------- | --------------------------- | --------------------------- | --------------------------- | --------------------------- | --------------------------- | --------------------------- | --------------------------- | --------------------------- |
| الدرجة القصوى °م (°ف)                   | 6.1 (43.0)                  | 3.3 (37.9)                  | 17.4 (63.3)                 | 30.5 (86.9)                 | 35.8 (96.4)                 | 39.9 (103.8)                | 41.6 (106.9)                | 40 (104)                    | 37.2 (99.0)                 | 28.4 (83.1)                 | 15.9 (60.6)                 | 3.7 (38.7)                  | 41.6 (106.9)                |
| متوسط درجة الحرارة الكبرى °م (°ف)       | −14 (7)                     | −13 (9)                     | −6 (21)                     | 7 (45)                      | 20 (68)                     | 25 (77)                     | 27 (81)                     | 26 (79)                     | 19 (66)                     | 8 (46)                      | −3 (27)                     | −11 (12)                    | 7 (45)                      |
| متوسط درجة الحرارة الصغرى °م (°ف)       | −23 (−9)                    | −23 (−9)                    | −17 (1)                     | −4 (25)                     | 4 (39)                      | 10 (50)                     | 13 (55)                     | 11 (52)                     | 4 (39)                      | −3 (27)                     | −12 (10)                    | −21 (−6)                    | −5 (23)                     |
| أدنى درجة حرارة °م (°ف)                 | −44.8 (−48.6)               | −43.1 (−45.6)               | −39.1 (−38.4)               | −27.5 (−17.5)               | −11.0 (12.2)                | −4.1 (24.6)                 | 2.5 (36.5)                  | −5.4 (22.3)                 | −9.0 (15.8)                 | −23.8 (−10.8)               | −36.4 (−33.5)               | −43.5 (−46.3)               | −57 (−71)                   |
| الهطول مم (إنش)                         | 23 (0.9)                    | 23 (0.9)                    | 28 (1.1)                    | 20 (0.8)                    | 41 (1.6)                    | 30 (1.2)                    | 51 (2)                      | 36 (1.4)                    | 30 (1.2)                    | 20 (0.8)                    | 15 (0.6)                    | 13 (0.5)                    | 330 (12.9)                  |
| المصدر: Weatherbase record temperatures |                             |                             |                             |                             |                             |                             |                             |                             |                             |                             |                             |                             |                             |

## أعلام
- قنسطنطين بوغا